# Nastri d'argento 1958
La 13ª edizione dei Nastri d'argento si è tenuta nel 1958.

## Vincitori

### Produttore del miglior film
- Dino De Laurentiis - Le notti di Cabiria
- Cinematografica Associati - Le notti bianche
- Rizzoli Film - Il quartiere dei lillà

### Migliore regia
- Federico Fellini - Le notti di Cabiria
- Alberto Lattuada - Guendalina
- Luchino Visconti - Le notti bianche

### Migliore scenario (soggetto e sceneggiatura)
- Valerio Zurlini, Leonardo Benvenuti, Piero De Bernardi e Alberto Lattuada - Guendalina
- Suso Cecchi D'Amico e Luchino Visconti - Le notti bianche
- Ennio Flaiano, Federico Fellini e Tullio Pinelli - Le notti di Cabiria

### Migliore attrice protagonista
- Giulietta Masina - Le notti di Cabiria
- Silvana Mangano - La diga sul Pacifico
- Silvana Mangano - Uomini e lupi

### Migliore attore protagonista
- Marcello Mastroianni - Le notti bianche
- Vittorio Gassman - Kean - Genio e sregolatezza

### Migliore attrice non protagonista
- Franca Marzi - Le notti di Cabiria
- Alida Valli - La diga sul Pacifico

### Migliore attore non protagonista
- Andrea Checchi - Parola di ladro
- Amedeo Nazzari - Le notti di Cabiria
- Aroldo Tieri - Un angelo è sceso a Brooklyn

### Migliore musica
- Nino Rota - Le notti bianche
- Giovanni Fusco - Il grido
- Nino Rota - Le notti di Cabiria

### Migliore fotografia
- Gianni Di Venanzo - Il grido
- Otello Martelli - La diga sul Pacifico
- Giuseppe Rotunno - Le notti bianche

### Migliore scenografia
- Mario Chiari e Mario Garbuglia - Le notti bianche
- Mario Chiari - Guendalina
- Carlo Egidi - Parola di ladro

### Miglior cortometraggio
- Giocare - regia di Giulio Questi

### Miglior film straniero
- La parola ai giurati (12 Angry Men) - regia di Sidney Lumet
- Un cappello pieno di pioggia (A Hatful of Rain) - regia di Fred Zinnemann
- Un re a New York (A King in New York) - regia di Charlie Chaplin